# Jack Dorsey
Pour les articles homonymes, voir Dorsey.
Jack Dorsey, né le 19 novembre 1976 à Saint-Louis (Missouri), est un informaticien et entrepreneur américain.
Il est le cofondateur du site de microblogging Twitter, dont il est PDG du 5 octobre 2015 au 29 novembre 2021, de la société de paiement électronique Square et du réseau social Bluesky.
En 2022, il crée le « Bitcoin Legal Defense Fund ».

## Biographie

### Origines et débuts
Jack Dorsey est né le 19 novembre 1976 à Saint-Louis dans le Missouri. Son père travaillait dans une entreprise qui développait des spectromètres de masse et sa mère était femme au foyer. Il est élevé comme catholique, et son oncle est prêtre catholique à Cincinnati. Il étudiait au lycée catholique Bishop DuBourg High School (en).
Dès 14 ans, il s'intéresse de près au routage de dispatching. À 15 ans, il crée des logiciels open source qui sont toujours utilisés aujourd'hui par des compagnies de taxis. Il est allé au lycée de Bishop Dubourg, puis a suivi des cours à l'University of Science and Technology du Missouri, avant d'être par la suite transféré à l'université de New York (NYU), où il élabora l'idée de Twitter.

### Carrière
En 2000, à Oakland, Jack Dorsey crée son entreprise pour répartir des livreurs, taxis, ou des services d'urgences sur le Web. Ses autres projets du moment impliquaient des réseaux pour appareils médicaux sur un marché « sans friction ». En juillet 2000, alors qu'il travaille sur la répartition de service, en s'inspirant de LiveJournal (et peut-être aussi d'AOL Instant Messenger), il a l'idée d'un service de communication de statut en temps réel sur le Web.
Quand il a vu les premières applications de messagerie instantanée, Jack Dorsey s'est demandé si le statut des utilisateurs de ces applications pouvait être partagé facilement. Il s'est donc rapproché d'Odeo, qui à l'époque s'intéressait aux messageries textuelles. Jack Dorsey et Biz Stone ont conclu que le format SMS se prêtait plutôt bien au partage de statut et ont mis au point un prototype de Twitter en une quinzaine de jours.
Le 21 mars 2006, il écrit ce qui est considéré — abstraction faite des messages publiés quelques jours plus tôt par Evan Williams sur une version rudimentaire du site appelée « Twitlog » — comme le tout premier tweet, « just setting up my twttr » (« en train de configurer mon twttr »), aussitôt reproduit à l'identique par Noah Glass, Biz Stone et plusieurs membres de son équipe,. L'idée a conquis de nombreux utilisateurs chez Odeo et a suscité l'intérêt financier d'Evan Williams, qui avait quitté la firme Google après lui avoir vendu Pyra Labs et Blogger.
Après avoir été écarté de Twitter depuis 2008, Jack Dorsey est nommé directeur général le 5 octobre 2015. Jack Dorsey tweete sous le nom de @jack.
Le 30 août 2019, le compte Twitter personnel de Dorsey a été piraté pendant près d'une heure. Le pirate informatique a posté et retweeté de nombreux tweets racistes.
En mars 2020, la presse évoque les critiques émises par certains actionnaires de Twitter concernant Jack Dorsey du fait des chiffres de croissance des utilisateurs et de « la performance boursière relativement léthargique par rapport à ses concurrents sur les réseaux sociaux », le présentant comme la cible d'un éventuel renvoi. Un autre aspect de ces pressions concernerait le fait que les conservateurs accusent Twitter depuis longtemps de partialité politique manifeste de gauche (overt left-wing political bias),.
En octobre 2020, le compte du New York Post a été bloqué par Twitter après la publication par le journal d'articles concernant le fils de Joe Biden, Hunter Biden ; Twitter a donné pour raison qu'il limitait la diffusion de l'article en raison de questions sur « les origines des matériaux » inclus dans l'article. Jack Dorsey est sévèrement critiqué au Sénat par le sénateur républicain Ted Cruz pour la décision de son entreprise d'empêcher les utilisateurs de tweeter ce rapport du New York Post qui contient des preuves d'un comportement contraire à l'éthique et peut-être illégal de Hunter Biden. Ted Cruz suggérait que Twitter aurait bloqué les tweets contenant un lien vers les reportages du New York Post en raison de préjugés politiques anti-conservateurs. Jack Dorsey a nié ces accusations, soutenu en cela par des élus démocrates. En mars 2021, il reconnaît que la suppression automatisée des articles du New York Post avait été « une erreur totale ».
Il indique sur son compte Twitter le 29 novembre 2021 quitter ses responsabilités au sein de l'entreprise qu'il a fondée.
En octobre 2022, il annonce le lancement du réseau social Bluesky, dont il annonce qu'il permettra un plus grand contrôle des utilisateurs sur leurs données personnelles que Twitter. Jack Dorsey annonce en avoir quitté le board le 4 mai 2024.

### Autres mandats
- Le 23 décembre 2013, Jack Dorsey est nommé au comité de direction de la Walt Disney Company à la place de Judy Estrin[18],[19].

## Fortune
En 2015, selon le classement Forbes, Jack Dorsey est le 307e homme le plus riche au monde avec une fortune de 2,3 milliards de dollars.
En 2018, sa fortune est estimée à 4,2 milliards de dollars.

## Intérêts privés
En 2020, il cède plus de 1 milliard de dollars, soit environ 28 % de sa fortune, dans le but de financer la recherche contre la Covid-19.
Il est en outre connu pour son intérêt pour différentes formes de méditation et pour avoir fait le choix de manger une seule fois par jour,.